# Варварин
Варварин је градско насеље у Србији и седиште истоимене општине у Расинском управном округу. Лежи на левој обали Велике Мораве и лево од Каленићке реке тј. на њеној левој обали, на платоу надморске висине од 144 . Према попису из 2022. било је 1.805 становника.
Варварин као насеље се још у 19. веку (1882. године) поделио на два: варош Варварин и Село Варварин, тако да данас постоје као две независне месне заједнице. Граница између ова два насеља је Каленићка река.

## Географија
Варварин се налази се у централној Србији, у регији Темнић, на западној обали Велике Мораве. На западу се налази блага падина која се спушта са планине Јухор. Место је смештено у сред врло плодног земљишта на платоу надморске висине 144 метара.
Овде се налази Запис јасен код цркве (Варварин).

## Историја
Име Варварин помиње се први пут у XV в. Године 1473. за време Ђурађа Бранковића, војсковођа мађарског краља Стигмунда, Јован Марсони, допрео је до Сталаћа и Крушевца, разбио турску војску, запалио Крушевац и турску флотилу код Сталаћа и повукао се на просторе око Варварина.
Име Варварин, насеља градског типа, долази од истоименог села знатно старијег порекла, мада је варошица један дужи период била позната под називом Бела Црква у 18—19 веку. Варварин је нарочито напредовао када су у њега дошли напредни Цинцари из Старе Србије и Грчке којима су се придружили способнији људи из овог краја. Као последица њиховог труда дошло је до одвајања варошице од села, а посебно када је Варварин проглашен за варошицу решењем краља Милана Обреновића 29. новембра 1882. године.
О настанку имена Варварин има више легенди. По једнима зато што су Турци на том месту пронашли мртво тело Иконије, љубе Тодора од Сталаћа, да су га секли и варили, чиме су се показали као варвари. По другима, при опсади Града Сталаћа, нека баба по имену Варвара упутила је одатле Турке да пазе куда из града на Морави излазе гуске, па тим путем крену у град, што су они и учинили. По трећима, Турци су се варварски понашали, спалили град и побили све живо што су нашли. Можда и по томе што су Турци на том месту варили неку бабу да покаже хајдуке.
Археолошки налази указују да је одвајкада живот текао пуним током. Поред ископина на локацији Варварин од пре 4000 година и трагова из римског доба и ранијих периода, својом репрезентативношћу истиче се варваршки корпус, бронзано распеће из 12. века нађеног у Варварину, на тлу средњовековне Србије, са елементима византијског стварања а рађено у некој од романских радионица на Западу. Чува се у Народном музеју Србије у Београду. На локалитету Бедем 2008. године почело је систематско ископавање рановизантијског утврђења из 6. века. Том приликом је нађена тробродна базилика. Тврђава је величине 130 са метара.
На простору поља код Села Варварина се 1810. одиграла Варваринска битка као једно од најбитнијих догађаја из историје овог краја. У бици се прославио Јован Курсула који је на мегдану успео да победи ”црног Арапина”. У бици су учествовали Карађорђе Петровић као вођа српске војске, гроф Јозеф Корнилејич Орурк као вођа руске војске и Ахмед Хуршид Паша као вођа турске војске. Место битке је обележено спомеником грофу Орурку и налази се врло близу места где се Јужна и Западна Морава спајају у Велику Мораву.
У административни, привредни и културни центар Темнића, Варварин се развио после ослобођења од Турака, после Првог и Другог српског устанка. Након Другог српског устанка Варварин улази у састав Кнежевине Србије и административно је припадао Јагодинској нахији и Темнићској кнежини све до 1834. године када је Србија подељена на сердарства.
Заузима површину од 368 хектара. Број становника је доста варирао, 1846. године је имао 96 кућа и 615 душа, док је 1866. године имао 951 становника. По попису из 1948. године имао је укупно 1090 становника, а 1991. године тај број се повећао на 2306 становника. То је 9,7% укупног становништва општине. Последњих година запажена је знатна миграција сеоског становништва према Варварину. Активно становништво чини 44,5% укупног становништва.
У Балканским ратовима и Првом светском рату изгинуло је преко 2.000 Темнићана. И њихове кости су уграђене у славолуке победа, оних на ратним походима све до Једрена, где је пао Воја Тимотијевић из Села Варварина, као и оних на Дрини, Колубари, Церу итд. Страдало је 157 ратника из Села Варварина и још 16 из Вароши Варварин.
За време Другог светског рата варварински крај је дао више од 2.000 бораца од којих је око 500 погинуло, а такође је био и велики број рањеника.
Најзначајнији датум у новијој историји Варварина је 30. мај 1999. године када је у недељу на дан верског празника Свете Тројице и велике недељне пијаце, око 13 h и неколико минута, са четири пројектила бомбардован мост на Великој Морави од ваздушних снага НАТО пакта (Масакр у Варварину). Приликом бомбардовања погинуло је 10 људи, 17 тешко, а више десетина лакше рањено. Једна од погинулих је била Сања Миленковић, ученица Математичке гимназије. Породице су поднеле тужбу за надокнаду штете, али их је немачки Уставни суд одбацио 2013. године.

## Порекло становништва
Према пореклу ондашње становништво Варварина из 1905. године, може се овако распоредити:
- Староседеоца има 7 породице са 75 куће.
- Косовско-метохијских досељеника има 8 породице са 98 куће.
- Из околине Алексинца има 6 породице са 67 куће.
- Из околине Ниша има 1 породица са 29 куће.
- Из околине Лесковца има 1 породица са 15 куће.
- Из околине Јагодине има 1 породица са 10 куће.
- Из Старе Србије има 1 породица са 6 куће.
- Из околине Ћићевца има 1 породица са 5 куће. (подаци датирају из 1905. године)[3]

## Демографија
У насељу Варварин живи 1761 пунолетни становник, а просечна старост становништва износи 39,7 година (37,7 код мушкараца и 41,5 код жена). У насељу има 735 домаћинстава, а просечан број чланова по домаћинству је 2,99.
Ово насеље је великим делом насељено Србима (према попису из 2002. године).
|             | \| Демографија[4] \| Демографија[4] \| Демографија[4] \| \| Година \| Становника \| Становника \| \| -------------- \| -------------- \| -------------- \| \| 1948. \| 1.090 \| \| \| 1953. \| 1.100 \| \| \| 1961. \| 1.165 \| \| \| 1971. \| 1.519 \| \| \| 1981. \| 1.937 \| \| \| 1991. \| 2.306 \| 2.253 \| \| 2002. \| 2.198 \| 2.408 \| \| 2011. \| 2.169 \| \| |            |
| Демографија | |            |
| Година      | Становника | Становника |
| 1948.       | 1.090 |            |
| 1953.       | 1.100 |            |
| 1961.       | 1.165 |            |
| 1971.       | 1.519 |            |
| 1981.       | 1.937 |            |
| 1991.       | 2.306 | 2.253      |
| 2002.       | 2.198 | 2.408      |
| 2011.       | 2.169 |            |

| Етнички састав према попису из 2002.‍ | Етнички састав према попису из 2002.‍ | Етнички састав према попису из 2002.‍ | Етнички састав према попису из 2002.‍ | Етнички састав према попису из 2002.‍ |
| ------------------------------------ | ------------------------------------ | ------------------------------------ | ------------------------------------ | ------------------------------------ |
|                                      |                                      |                                      |                                      |                                      |
| Срби                                 | Срби                                 |                                      | 2.149                                | 97,77%                               |
| Црногорци                            | Црногорци                            |                                      | 6                                    | 0,27%                                |
| Македонци                            | Македонци                            |                                      | 6                                    | 0,27%                                |
| Бугари                               | Бугари                               |                                      | 6                                    | 0,27%                                |
| Горанци                              | Горанци                              |                                      | 5                                    | 0,22%                                |
| Хрвати                               | Хрвати                               |                                      | 4                                    | 0,18%                                |
| Немци                                | Немци                                |                                      | 2                                    | 0,09%                                |
| Чеси                                 | Чеси                                 |                                      | 1                                    | 0,04%                                |
| Југословени                          | Југословени                          |                                      | 1                                    | 0,04%                                |
| непознато                            | непознато                            |                                      | 12                                   | 0,54%                                |

| Варварин у пописима Јагодинске нахије — од 1818. до 1829.                         |       |       |       |       |       |       |          |       |       |       |       |       |
| Година пописа                                                                     | 1818. | 1819. | 1820. | 1821. | 1822. | 1823. | 1824/25. | 1825. | 1826. | 1827. | 1828. | 1829. |
| Куће                                                                              | 49    | 55    | 51    | 50    | 53    | 54    | 54       | 54    | 55    | 60    | 63    | 64    |
| Пореске главе*                                                                    | -     | 69    | 67    | 61    | 65    | 70    | 70       | 70    | 66    | 68    | 74    | 77    |
| Арачке главе**                                                                    | 149   | 146   | 155   | 160   | 164   | 160   | 157      | 167   | 168   | 177   | 191   | 199   |
| *Пореске главе = Ожењени мушкарци \| ** Арачке главе = Мушкарци од 7 до 70 година |       |       |       |       |       |       |          |       |       |       |       |       |

| \| \| м \| \| \| ж \| \| ? \| 13 \| \| \| 15 \| \| 80+ \| 12 \| \| \| 28 \| \| 75—79 \| 27 \| \| \| 34 \| \| 70—74 \| 36 \| \| \| 57 \| \| 65—69 \| 58 \| \| \| 68 \| \| 60—64 \| 46 \| \| \| 66 \| \| 55—59 \| 50 \| \| \| 60 \| \| 50—54 \| 96 \| \| \| 93 \| \| 45—49 \| 100 \| \| \| 102 \| \| 40—44 \| 78 \| \| \| 101 \| \| 35—39 \| 57 \| \| \| 89 \| \| 30—34 \| 54 \| \| \| 79 \| \| 25—29 \| 68 \| \| \| 64 \| \| 20—24 \| 78 \| \| \| 66 \| \| 15—19 \| 94 \| \| \| 61 \| \| 10—14 \| 79 \| \| \| 70 \| \| 5—9 \| 60 \| \| \| 52 \| \| 0—4 \| 48 \| \| \| 39 \| \| Просек : \| 37,7 \| \| \| 41,5 \| |      |  |  |      |
| |      |  |  |      |
| | м    |  |  | ж    |
| ? | 13   |  |  | 15   |
| 80+ | 12   |  |  | 28   |
| 75—79 | 27   |  |  | 34   |
| 70—74 | 36   |  |  | 57   |
| 65—69 | 58   |  |  | 68   |
| 60—64 | 46   |  |  | 66   |
| 55—59 | 50   |  |  | 60   |
| 50—54 | 96   |  |  | 93   |
| 45—49 | 100  |  |  | 102  |
| 40—44 | 78   |  |  | 101  |
| 35—39 | 57   |  |  | 89   |
| 30—34 | 54   |  |  | 79   |
| 25—29 | 68   |  |  | 64   |
| 20—24 | 78   |  |  | 66   |
| 15—19 | 94   |  |  | 61   |
| 10—14 | 79   |  |  | 70   |
| 5—9 | 60   |  |  | 52   |
| 0—4 | 48   |  |  | 39   |
| Просек : | 37,7 |  |  | 41,5 |

| Година пописа     | 1948. | 1953. | 1961. | 1971. | 1981. | 1991. | 2002. |
| ----------------- | ----- | ----- | ----- | ----- | ----- | ----- | ----- |
| Број домаћинстава | 354   | 340   | 371   | 496   | 624   | 739   | 735   |

| Број чланова      | 1   | 2   | 3   | 4   | 5  | 6  | 7 | 8 | 9 | 10 и више | Просек |
| ----------------- | --- | --- | --- | --- | -- | -- | - | - | - | --------- | ------ |
| Број домаћинстава | 144 | 158 | 156 | 168 | 67 | 33 | 8 | 1 | 0 | 0         | 2,99   |

| Пол    | Укупно | Неожењен/Неудата | Ожењен/Удата | Удовац/Удовица | Разведен/Разведена | Непознато |
| ------ | ------ | ---------------- | ------------ | -------------- | ------------------ | --------- |
| Мушки  | 867    | 264              | 552          | 31             | 16                 | 4         |
| Женски | 983    | 183              | 568          | 162            | 66                 | 4         |
| УКУПНО | 1.850  | 447              | 1.120        | 193            | 82                 | 8         |

| Пол    | Укупно                    | Пољопривреда, лов и шумарство | Рибарство                            | Вађење руде и камена | Прерађивачка индустрија       |
| ------ | ------------------------- | ----------------------------- | ------------------------------------ | -------------------- | ----------------------------- |
| Мушки  | 387                       | 55                            | 0                                    | 1                    | 86                            |
| Женски | 369                       | 39                            | 0                                    | 0                    | 86                            |
| Укупно | 756                       | 94                            | 0                                    | 1                    | 172                           |
|        |                           |                               |                                      |                      |                               |
| Пол    | Производња и снабдевање   | Грађевинарство                | Трговина                             | Хотели и ресторани   | Саобраћај, складиштење и везе |
| Мушки  | 7                         | 3                             | 48                                   | 13                   | 18                            |
| Женски | 3                         | 1                             | 46                                   | 9                    | 9                             |
| Укупно | 10                        | 4                             | 94                                   | 22                   | 27                            |
|        |                           |                               |                                      |                      |                               |
| Пол    | Финансијско посредовање   | Некретнине                    | Државна управа и одбрана             | Образовање           | Здравствени и социјални рад   |
| Мушки  | 6                         | 15                            | 47                                   | 22                   | 14                            |
| Женски | 6                         | 9                             | 34                                   | 32                   | 55                            |
| Укупно | 12                        | 24                            | 81                                   | 54                   | 69                            |
|        |                           |                               |                                      |                      |                               |
| Пол    | Остале услужне активности | Приватна домаћинства          | Екстериторијалне организације и тела | Непознато            | Непознато                     |
| Мушки  | 11                        | 0                             | 0                                    | 41                   | 41                            |
| Женски | 9                         | 0                             | 0                                    | 31                   | 31                            |
| Укупно | 20                        | 0                             | 0                                    | 72                   | 72                            |

## Економија
Од привредних капацитета у Варварину су некад радиле компаније: ПИК „Варваринско поље“, ИНОС, Бројлер- живинска кланица, Хладњача итд, али су пропале услед транзиционог периода и компаније су данас угашене. Тренутно од већих компанија ради једино Sparrow doo производња пелета.
Осим општинског органа управе у Варварину су још: Општински суд, ЈП "Расвета Варварин", ЈКП "Варварин", геодетска управа, служба друштвеног прихода са инспекцијском службом и друге надлежне службе.

## Култура
Од споменика културе од значаја су: Кнежева воденица, Црква Св. Богородице, задужбина Милоша Обреновића, са гробницом кнеза Милете Радојковића, споменик Јови Курсули.
Једно време је у Варварину било седиште Факултета уметности измештеног из Приштине због ратних догађања 1999. године.
У Варварину се као централно место које организује културна дешавања налази Дом културе, занимљиве архитектуре подигнут 1987. године. У оквиру Дома културе налази се биоскопска сала са преко 300 места, која се користи за већину културних манифестација. Осим тога ту је и Општинска библиотека Варварин. У оквиру објекта налази се и читаоница у којој се организују књижевни догађаји, изложбе, а поред тога једно време је радила и локална телевизија и радио.
У месту се налази и ОШ „Јован Курсула” Варварин, као и Средња школа Варварин Према постојећој документацији, основна школа у Варварину је основана још далеке 1839.год. као приватна установа. Дванаест година касније следи отварање и других општинских школа на подручју. 1842.год. школа у Варварину постаје државна. Основна школа у Варварину је 1851.год. имала 77 ученика и то су углавном била мушка деца. Школа има и две четвороразредне подручне школе у Горњем и Доњем Катуну. Данас основну школу  у Варварину и Горњем и Доњем Катуну похађа 521 ученика у 24 одељења (21 + 3 комбинована одељења). Из ове школе је изашао велики број ученика који су постигли врхунске резултате у даљем школовању. Средња школа има одељења гимназије, економскe, машинске и хемијске струке. Средња школа у Варварину отпочела је са радом 1965. године као Одељење Гимназије Крушевац. Већ 1972. године постаје самостална и делује као Гимназија Варварин. Школске 1977/1978. године школа се трансформише у Образовни центар.
За разлику од материјалне, традиционална духовна етно-култура на територији општине нешто је боље очувана, посебно у обичајима и фолклору. У граду Варварину се трипут годишње одржавају вашари — 12. јула (Петровдан), 28. августа (Велика Госпојина) и 8. новембра (Митровдан). Посебно је значајан августовски вашар, с обзиром да је истог дана слава манастира Каленић и почетак манифестације „Прођох Левач прођох Шумадију“. Вашари су некад имали изузетан значај за све друштвене аспекте насеља с обзиром на то да се том периоду велики број посетилаца окупи у месту, као и гастарбајтера из иностранства. Поред тога једна врло битна културна манифестација су сусрети села који се организују на нивоу општине у оквиру које учествују и млађи и старији становници Варварина.

## Спорт
Већина спортских манифестација се одвија у оквиру спортског центра Темнић који се налази поред школе.
У Варварину постоји Спортски савез који има задатак да организује и синхронизује рад спортских клубова и промовише спорт на територији целе општине. Спортски клубови који функционишу у оквиру савеза:
- фудбалски клуб Темнић 1924
- кошаркашки клуб Темнић
- одбојкашки клуб Темнић
- шах клуб Темнић
- бодибилдинг клуб Конан
- карате клуб Варварин
- кик бокс клуб Јован Курсула
- клуб спортских риболоваца Темнић
- клуб спортских риболоваца Морава